# Clavadoce
Clavadoce är ett släkte av ringmaskar. Clavadoce ingår i familjen Phyllodocidae.
Kladogram enligt Catalogue of Life:
| Clavadoce | \| \| Clavadoce annenkovae \| \| \| \| \| \| Clavadoce nigrimaculata \| \| \| \| \| \| Clavadoce splendida \| \| \| \| |
|           | \| \| Clavadoce annenkovae \| \| \| \| \| \| Clavadoce nigrimaculata \| \| \| \| \| \| Clavadoce splendida \| \| \| \| |
|           | Clavadoce annenkovae                                                                                                   |
|           | |
|           | Clavadoce nigrimaculata                                                                                                |
|           | |
|           | Clavadoce splendida |
|           | |